# دهستان سالینگ
دهستان سالینگ (به لاتین: Saling Gewog) یک دهستان در کشور بوتان است که در ناحیهٔ مونگار واقع شده‌است.